# Fundația SCP
Fundația SCP (Secure Contain Protect) este un site de scriere colaborativă de ficțiune, fantezie științifică și horror. Scrierea este despre o fundație care reține persoane, entități și monștri care sfidează legile naturii și care sunt o posibilă amenințare pentru specia umană. Aceasta fundație încearcă să asigure siguranța umanității, deși metodele folosite sunt adesea nemiloase.

## Informații generale
Clasele de obiecte utilizate în mod obișnuit includ:
- Safe – Deși numele sugerează docilitate, un SCP clasificat astfel este un specimen pentru care s-a găsit un mod sigur de izolare. Aceste SCP-uri nu sunt ostile, dar multe dintre ele pot reprezenta fie o inconveniență pentru oameni, fie pot provoca disconfort sau situații incomode.
- Euclid – SCP-urile din această clasă fie sunt entități cu gândire proprie, care pot deveni periculoase pentru oameni în anumite condiții, fie sunt specimene pentru care încă nu s-a descoperit o metodă sigură de izolare sau despre care se cunosc puține informații.
- Keter – SCP-urile din această categorie reprezintă o amenințare majoră pentru umanitate. Acestea sunt extrem de periculoase și dificil de controlat, punând în pericol siguranța speciei umane.

Pe lângă aceste clase principale, mai există și alte clasificări secundare, însă majoritatea sunt fie prea specifice, fie aplicabile unor cazuri izolate. Prin urmare, aceste trei categorii sunt cele mai utilizate de către scriitorii Fundației SCP.

## Jocuri create
Există două jocuri create pe baza scrierii: SCP Containment Breach si SCP Secret Laboratory.
Întreaga Fundație a început de la SCP - 173, primul SCP creat. 

## Legături externe
- en SCP Foundation. Secure, Contain, Protect
- ro Fundația SCP - ramura română